# Скот Кан
Скот Ендру Кан (енгл. Scott Andrew Caan; Лос Анђелес, Калифорнија, 23. август 1976), амерички је филмски и телевизијски глумац. Његов отац Џејмс Кан је такође познати глумац.